# Каррара, Франческо (кардинал)
Франческо Каррара (итал. Francesco Carrara; 1 ноября 1716, Гизальба, Венецианская республика — 26 марта 1793, Рим, Папская область) — итальянский куриальный кардинал. Секретарь Священной Конгрегации Тридентского собора с апреля 1775 по 14 февраля 1785. Камерленго Священной Коллегии кардиналов с 29 марта 1790 по 11 апреля 1791. Кардинал-священник с 14 февраля 1785, с титулом церкви Сан-Джироламо-дельи-Скьявони с 11 апреля 1785 по 11 апреля 1791. Кардинал-священник с титулом церкви Сан-Сильвестро-ин-Капите с 11 апреля 1791.

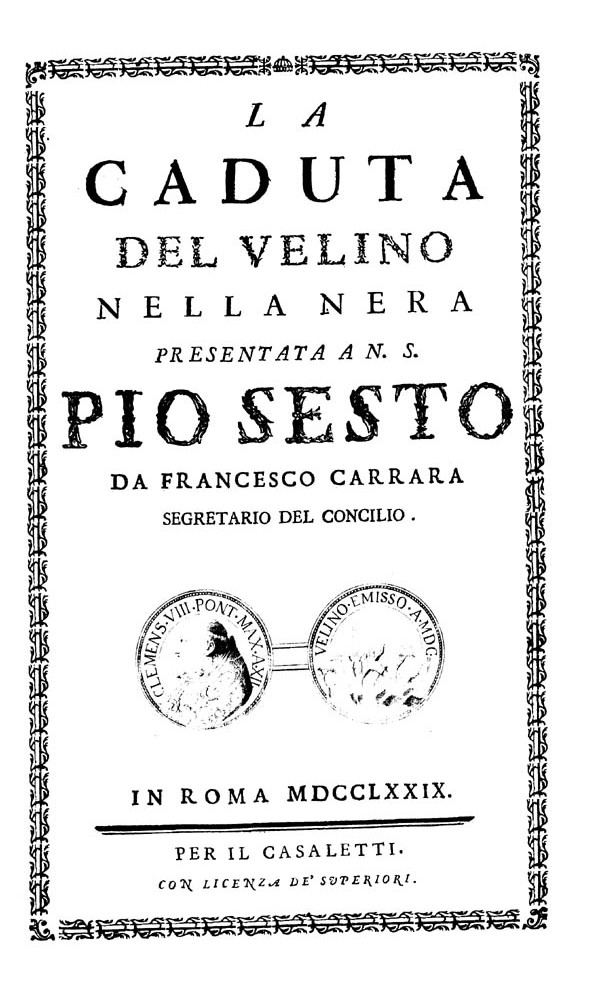
La caduta del Velino nella Nera, 1779